# فرمان إف 120
فرمان إف 120 (بالإنجليزية: Farman F.120)‏ هي قاذفة قنابل بمحركين أنتجت في فرنسا. من صناعة فارمان للطائرات. كانت تستخدم بشكل أساسي من قبل فرنسا. كان أول طيران لها في 1923. دخلت الخدمة في 1923.

## المستخدمون
- فرنسا
- الدنمارك